# Encentrum torvitum
Encentrum torvitum är en hjuldjursart som först beskrevs av Harry K. Harring och Myers 1928.  Encentrum torvitum ingår i släktet Encentrum och familjen Dicranophoridae. Inga underarter finns listade i Catalogue of Life.